# ピアノ三重奏曲第2番 (アレンスキー)
ピアノ三重奏曲第2番 ヘ短調 作品73は、アントン・アレンスキーが1905年に作曲したピアノ三重奏曲である。作曲者の死の前年に出版されたが、最近になるまでまともな楽譜が発見されなかった。そうした事もあり、演奏頻度は第1番に比べれば遥かに少ない。

## 編成
- ピアノ
- ヴァイオリン
- チェロ

## 曲の構成
- 第1楽章 Allegro moderato
ヘ短調 3/4拍子
- 第2楽章 Romanza Andante
変ニ長調 3/4拍子 三部形式。
- 第3楽章 Scherzo Presto　
ハ長調 3/4拍子 ピアノのアルペジオを伴い、ヴァイオリンとチェロがスケルツォ主題を提示する。
- 第4楽章　主題と変奏 Allegro non troppo　
ヘ長調 2/2拍子　独奏ピアノが提示する短い主題と6つの変奏による。
第1変奏　Un poco piu mosso
第1変奏　Allegro 2/2拍子
第3変奏　Allegro moderato 3/4拍子
第4変奏　Allegro  2/2拍子
第5変奏　Tempo di valse ヘ短調 3/4拍子
第6変奏　Allegro  2/2拍子

## 演奏時間
約38分